# Statutenanwendungslehre
Die Statutenanwendungslehre (ungenau auch Statutenlehre, Statutentheorie) ist eine im Hochmittelalter entwickelte rechtswissenschaftliche Methode im Zusammenhang mit der Rezeption des römischen Rechts im Heiligen Römischen Reich. Sie sollte Kollisionen des kodifizierten römischen Rechts mit den zumeist ungeschriebenen lokalen und gemeinrechtlichen Rechtsregeln bewältigen.
Die Bezeichnung Statutentheorie stammt aus der Mitte des 20. Jahrhunderts und beruht auf einer terminologischen Ungenauigkeit Franz Wieackers. Bis heute führt dies zu inhaltlichen Missverständnissen, da unter der Statutenlehre klassischerweise die Abgrenzung der Anwendungsbereiche lokaler Rechte voneinander verstanden wird, deren Wurzeln zwar ebenfalls im ausgehenden Mittelalter liegen, die aber für die Geschichte des Internationalen Privat- und Zivilverfahrensrechts von Bedeutung ist.

## Entstehung der Lehre bei den Kommentatoren
Nachdem in Bologna die verschollen geglaubten Digesten aufgefunden worden waren, wurde das römische Recht in der Folgezeit systematisch untersucht und rezipiert. Zunehmend wurden Rechtsgutachten nach diesem Recht verlangt. In staatlichen Institutionen wurden vermehrt gelehrte Juristen eingesetzt. Da einzelne Regeln ihren Interessen entsprachen, wurde das römische Recht von Herrschaftsträgern zunehmend gefördert. Die Juristen wendeten das römische Recht auf die eigenen Rechtsfragen an; so entstand ein gemeines Recht auf römisch-rechtlicher Grundlage, das durch das Kirchenrecht ergänzt wurde (römisch-kanonisches ius commune). Gleichzeitig hatten die italienischen Städte eigene Stadtrechte (Statuten); daneben gab es auch lokal begrenztes Gewohnheitsrecht.
Die italienischen Kommentatoren, insbesondere Bartolus de Saxoferrato – aber auch Baldus de Ubaldis, Albericus de Rosate und viele mehr – beschäftigten sich mit dem hieraus folgenden Rechtsquellenproblem und entwickelten die Statutenanwendungslehre, die sie häufig im Zusammenhang der Kommentierungen der lex omnes populi (D. 1,1,9) darlegten. Hiernach sollte lokales Recht vor gemeinem Recht anwendbar sein. Dieses Prinzip wurde aber durch Auslegungs- und Beweisregeln wieder eingeschränkt. Denn zum einen sollte lokales Recht im Sinne des ius commune ausgelegt werden und zum anderen musste das lokale Recht vor Gericht häufig erst bewiesen werden, weil es den gelehrten Richtern häufig nicht geläufig war.

## Rezeption der italienischen Lehren (ab dem 16. Jahrhundert)
Ab dem 15. Jahrhundert verbreitete sich das auch römisch-kanonische ius commune. Dem Römischen Recht stand die mittelalterliche Rechtspraxis gegenüber, die ihre Normen aus räumlich begrenzt geltenden Rechtstexten (Landrechte, Stadtrechte, Willküren) und Rechtsgewohnheiten schöpfte. Durch die Erfindung des Buchdrucks fanden die Lehren der Kommentatoren in Form von Sammelbänden weite Verbreitung, die unter anderem die Abhandlung ‚De statutis‘ des Albericus de Rosate enthielten, sowie posthum verfasste Zusammenfassungen der Lehren des Bartolus und Baldus.
Auch diesseits der Alpen sollte nun im Wesentlichen lokales Gewohnheits- und Statutenrecht Vorrang vor Landesgewohnheiten und -rechten haben. Nachrangig sollte dann erst das Reichsrecht sowie das römisch-kanonische ius commune greifen. Aber auch hier wurde diese Hierarchie durch Beweis- und Interpretationsregeln beschränkt. Dies ergibt sich nicht zuletzt aus der Rechtsprechung des Reichskammergerichts. Die Parteien konnten sich im Verfahren zwar auf partikulares Recht stützen; doch mussten sie dessen Existenz in vielen Fällen beweisen. Gerade wenn es sich nicht um verschriftlichtes Recht handelte, warf dies erhebliche Probleme auf, die letztlich dann doch zur Anwendung des römisch-kanonischen ius commune führten.